# Трёхречный
Трёхречный — хутор в Майкопском муниципальном районе Республики Адыгея России.
Входит в состав Кужорского сельского поселения.

## Население
| 2002 | 2010 | 2013 | 2014 | 2015 | 2016 | 2017 |
| ---- | ---- | ---- | ---- | ---- | ---- | ---- |
| 508  | ↗570 | ↘569 | ↘564 | ↘563 | ↘555 | ↘552 |
| 2018 | 2019 | 2020 | 2021 | 2023 | 2024 |      |
| ↗572 | ↗582 | ↗587 | ↘421 | ↗428 | ↗433 |      |

По данным Всероссийской переписи населения 2021 года:
| Народ               | Численность, чел. | Доля от всего населения, % |
| ------------------- | ----------------- | -------------------------- |
| русские             | 361               | 85,75 %                    |
| узбеки              | 9                 | 2,14 %                     |
| таджики             | 6                 | 1,42 %                     |
| адыги               | 4                 | 0,95 %                     |
| другие / не указано | 41                | 9,74 %                     |
| всего               | 421               | 100,0 %                    |

## Улицы
- Восточная,
- Луговая,
- Молодёжная,
- Полевой переулок,
- Предгорная,
- Прямая,
- Садовая,
- Северная,
- Трехречная,
- Центральная,
- Школьная.